# Anröchte
Anröchte (Anröchteⓘ) ist eine Gemeinde im Kreis Soest in Nordrhein-Westfalen (Deutschland).

## Geographie

### Geographische Lage
Anröchte liegt am Nordrand des Haarstrangs und im Südosten des Kreises Soest. Lippstadt ist etwa 15 Kilometer nördlich entfernt. Der höchste Punkt befindet sich im südlich des Ortsteils Effeln auf 351,4 m ü. NN und der niedrigste nördlich des Ortsteils Altengeseke auf 118 m ü. NN.

### Geologie
Anröchte liegt auf einem Naturwerksteinvorkommen, dem Anröchter Stein, welches vor allem wirtschaftliche Bedeutung hat.

### Nachbargemeinden
Im Westen von Anröchte liegt die Gemeinde Bad Sassendorf, im Norden die Stadt Erwitte. Östlich von Anröchte grenzt die Stadt Rüthen und im Süden die Stadt Warstein an das Gemeindegebiet.

### Gemeindegliederung

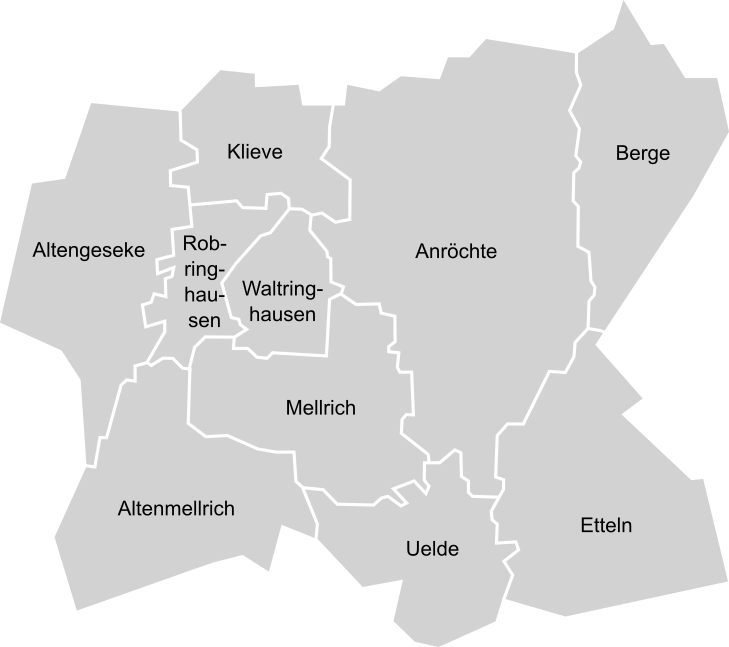
Ortsteile von Anröchte

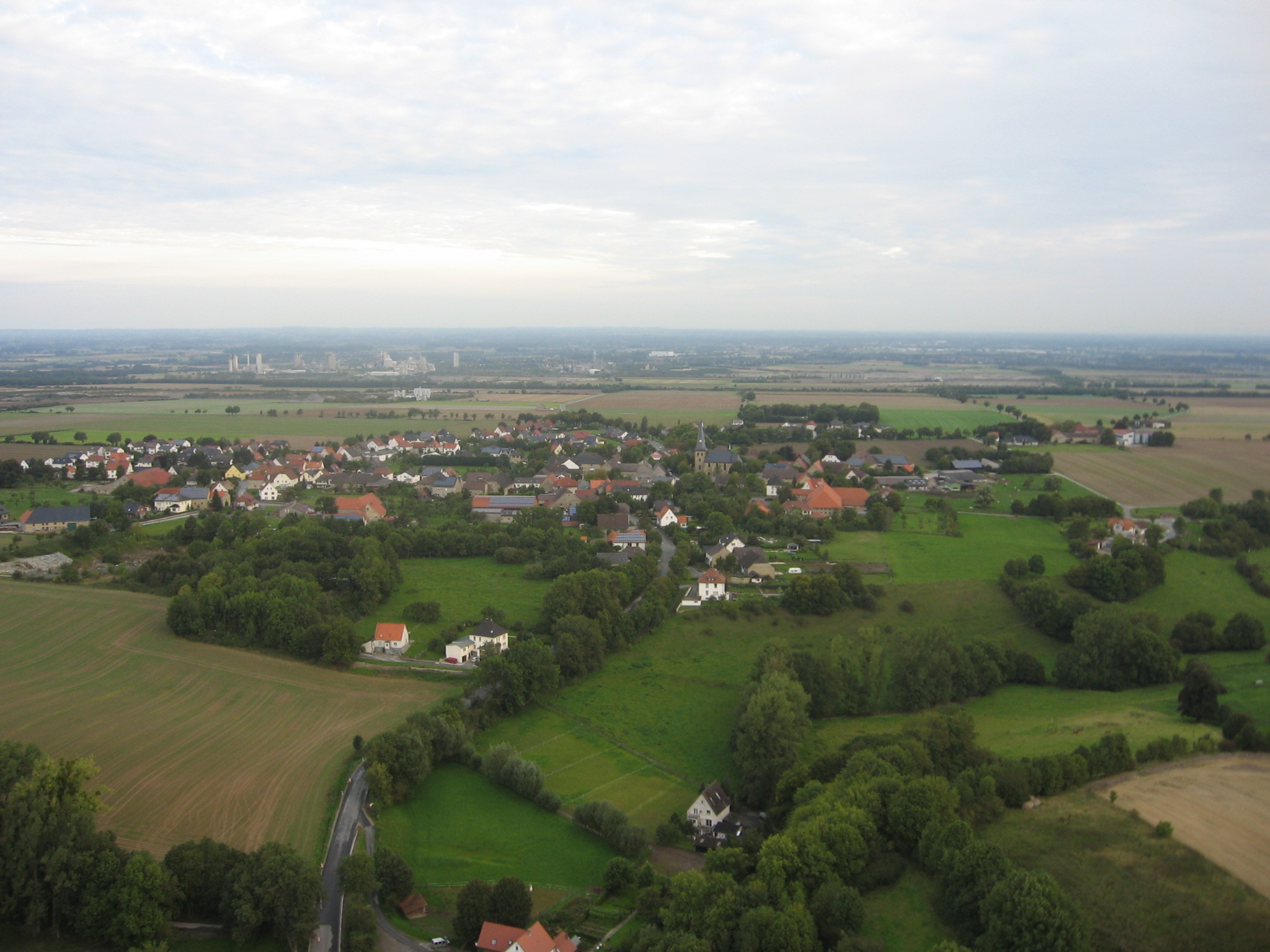
Berge aus der Luft von Südosten aus gesehen

Die Gemeinde Anröchte teilt sich in die folgenden zehn Ortsteile (Einwohnerzahlen: Stand 31. Dezember 2024) auf:
- Anröchte: 6915 Einwohner
- Altengeseke: 835 Einwohner
- Altenmellrich: 325 Einwohner
- Berge: 649 Einwohner
- Effeln: 696 Einwohner
- Klieve: 372 Einwohner
- Mellrich: 731 Einwohner
- Robringhausen: 162 Einwohner
- Uelde: 289 Einwohner
- Waltringhausen: 78 Einwohner
- Gesamt: 11.052 Einwohner

## Geschichte
Zu Beginn des 11. Jahrhunderts wurde eine marcha Ananroth in einem lateinischen Dokument erwähnt, die Zuordnung zu Anröchte bleibt umstritten. Die erste sichere Erwähnung des Ortsnamens fand in einer Korrespondenz des 11. Juni 1153 statt, als Friedrich I. dem Bischof Arnold II. von Köln das Recht auf Unveräußerlichkeit der erzbischöflichen Tafelgüter verbrieft. Dabei wird auch ein Hof zu Anerůst genannt. In einem Dokument von 1181 ist der Ortsname Anrufte geschrieben. Es ist möglich, dass der Name auf altsächsisch *Anhroftja zurückgeht und etwa ‚bei der Überdachung‘ oder ‚beim Unterschlupf‘ bedeutet.

### Hexenprozesse
In der Zeit der Hexenverfolgungen um 1630 leitete Hexenkommissar Heinrich Schultheiß die Hexenprozesse in Anröchte.

### Jüdische Gemeinde
1667 ließen sich die ersten Juden in Anröchte nieder, um 1700 folgten mehrere Familien nach, die ihren Lebensunterhalt durch Handel mit Agrarprodukten sowie Vieh und Fleisch bestritten. An der Teichstraße in einem Fachwerkhaus befand sich der Synagogenraum, der bereits vor 1800 als solcher genutzt und um 1855/1860 durch einen Anbau erweitert wurde, in dem sich auch der Schulraum der jüdischen Schule befand. Zu Beginn der 1930er Jahre bestand die jüdische Bevölkerung aus etwa 50 Personen.
Im Frühjahr 1938 plünderten und demolierten Angehörigen der SA die Synagoge mehrfach. Beim Novemberpogrom 1938 verwüsteten SA- und SS-Angehörige aus Lippstadt den Innenraum und setzten sie in Brand. Die in Sicherheit gebrachten Thorarollen wurden von jüdischen Emigranten nach Argentinien mitgenommen, eine weitere gelangte in eine Synagoge im Londoner Vorort Harrow. Die verbliebenen jüdischen Einwohner wurden zwangsweise im „Judenhaus Fritzler“ in der Hauptstraße untergebracht; einige Männer mussten im Straßen- bzw. Kanalbau und im Betrieb der Firma Eduard Cremer arbeiten. Im Frühjahr 1942 wurden 34 jüdische Bürger in den Bezirk Lublin deportiert und ihr Eigentum zu Beginn des Jahres 1943 öffentlich versteigert.
Nach dem Krieg wurde das Synagogengrundstück von der Kommune gekauft und das Gebäude abgerissen. Seit 1985 erinnert ein Gedenkstein mit bronzener Inschriftenplatte an die Synagoge. 2019 wurde am ehemaligen Synagogenstandort in der Teichstraße ein „Garten der Erinnerung“ eingeweiht. 2015 wurden in der Marktstraße in Effeln vom Künstler Gunter Demnig zwei Stolpersteine verlegt.

### Konfessionsstatistik
Stand 31. Dezember 2015.
- Katholisch: 7091 Einwohner (62,5 % der Gesamtbevölkerung)
- Evangelisch: 1937 Einwohner (17,0 %)
- Sonstige Konfessionen und konfessionslose: 2318 Einwohner (20,5 %)

Stand 31. Dezember 2020
- Katholisch: 6543 Einwohner (58,8 %)
- Evangelisch: 1809 Einwohner (16,5 %)
- Sonstige Konfessionen und konfessionslose: 2624 Einwohner (24,7 %)

Stand 31. Dezember 2024
- Katholisch: 5789 Einwohner (52,4 %)
- Evangelisch: 1684 Einwohner (15,2 %)
- Sonstige Konfessionen und konfessionslose: 3579 Einwohner (32,4 %)

### Eingemeindungen
Am 1. Januar 1975 wurden die bisher selbständigen Gemeinden Altengeseke, Altenmellrich, Berge, Effeln, Klieve, Mellrich, Robringhausen, Uelde und Waltringhausen aufgelöst und nach Anröchte eingemeindet.

## Politik

### Gemeinderat
Nach den Kommunalwahlen ab 2014 ergab sich folgende Sitzverteilung:
| \| Partei \| Sitze 2020[9] \| Sitze 2014[10] \| \| ------ \| ------------- \| -------------- \| \| CDU \| 140 \| 140 \| \| SPD \| 6 \| 7 \| \| FDP \| 2 \| 2 \| \| GRÜNE \| 4 \| 3 \| |            | 0          |  |
| Partei | Sitze 2020 | Sitze 2014 |  |
| CDU | 140        | 140        |  |
| SPD | 6          | 7          |  |
| FDP | 2          | 2          |  |
| GRÜNE | 4          | 3          |  |

### Bürgermeister
Seit dem 21. Oktober 2015 ist der parteilose Alfred Joachim Schmidt hauptamtlicher Bürgermeister von Anröchte. Er wurde 2015 mit 72,96 % der Stimmen gewählt und 2020 mit 84,76 % ohne Gegenkandidaten wiedergewählt.

### Wappen, Siegel und Banner
Der Regierungspräsident in Arnsberg hat der Gemeinde Anröchte mit Urkunde vom 15. März 1976 die Genehmigung erteilt, ein Wappen, ein Siegel und ein Banner, wie nachstehend beschrieben, zu führen:

Wappen
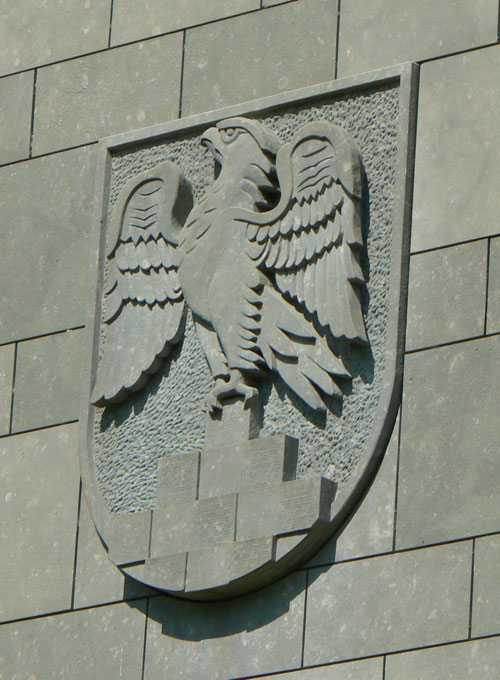
Wappen aus Anröchter Stein
Siegel
Banner
Banner bis 1976

Blasonierung: „In Gold auf grün-silber geschachter Mauerpyramide ein auffliegender schwarzer Adler.“
Bedeutung:
Die grün-silberne Mauerpyramide weist auf den grünen Dolomitstein hin, der bei Anröchte abgebaut wird. Der Adler soll auf die Familie von Anröchte weisen, eine Seitenlinie der Grafen von Arnsberg.
Siegelbeschreibung:
Das Siegel zeigt den Wappenschild der Gemeinde und führt im Siegelrund in Großbuchstaben oben die Umschrift GEMEINDE, unten ANRÖCHTE.
Bannerbeschreibung:
Von Grün und Gelb im Verhältnis 1 : 1 längsgestreift, in der Mitte, etwas nach oben geschoben, der Wappenschild der Gemeinde.

### Städtepartnerschaft
Seit 1954 besteht die Patenschaft der Gemeinde Anröchte zur Gemeinde Radków (Wünschelburg) in Polen. Diese wurde am 12. Dezember 1952 vom Rat der Gemeinde Anröchte beschlossen und am 6. Juni 1954 offiziell beurkundet. Gleichzeitig wurde auch eine Straße in Anröchte entsprechend benannt. Grund dieser Patenschaft war, dass rund 40 Wünschelburger nach dem Ende des Krieges ein neues Zuhause in der Gemeinde Anröchte gefunden hatten sowie regelmäßige Heimattreffen und -feste organisierten. Im Laufe der Jahre hat sich aus der Patenschaft eine Partnerschaft entwickelt. Der Rat der Gemeinde Anröchte beschloss daher am 5. November 1991 einstimmig, einen Partnerschaftsvertrag mit Radkow/Wünschelburg abzuschließen. Die Unterzeichnung der Partnerschaftsurkunde fand am 29. November 1991 im Rahmen einer Sondersitzung des Rates in Radkow/Wünschelburg statt. Inhalt dieser Vereinbarung ist der Auf- und Ausbau gegenseitiger freundschaftlicher Beziehungen auf den Gebieten Kultur, Kunst, Bildung, Wissenschaft, Gesundheit, Technik und Sport. Die Zusammenarbeit beider Kommunen steht im Dienst der Völkerverständigung und soll dem Fortschritt auf den vorgenannten Gebieten und der wirtschaftlichen Entwicklung der Partnergemeinden dienen. Gegenseitig finden in regelmäßigen Abständen Besuche unter Einbeziehung von Vereinen und Verbänden statt. Besonders intensiv vollzog sich zwischen den Schulen fast alljährlich ein Schüleraustausch. Durch viele persönliche Kontakte hatte sich im Jahre 1994 auch ein Verein „Förderkreis der Partnerschaft Anröchte-Radkow“ gebildet. Dieser förderte den Auf- und Ausbau gegenseitiger freundschaftlicher Beziehungen zwischen den Gemeinden. Er wurde jedoch im Jahre 2015 aufgelöst.

## Kultur und Sehenswürdigkeiten

### Bauwerke

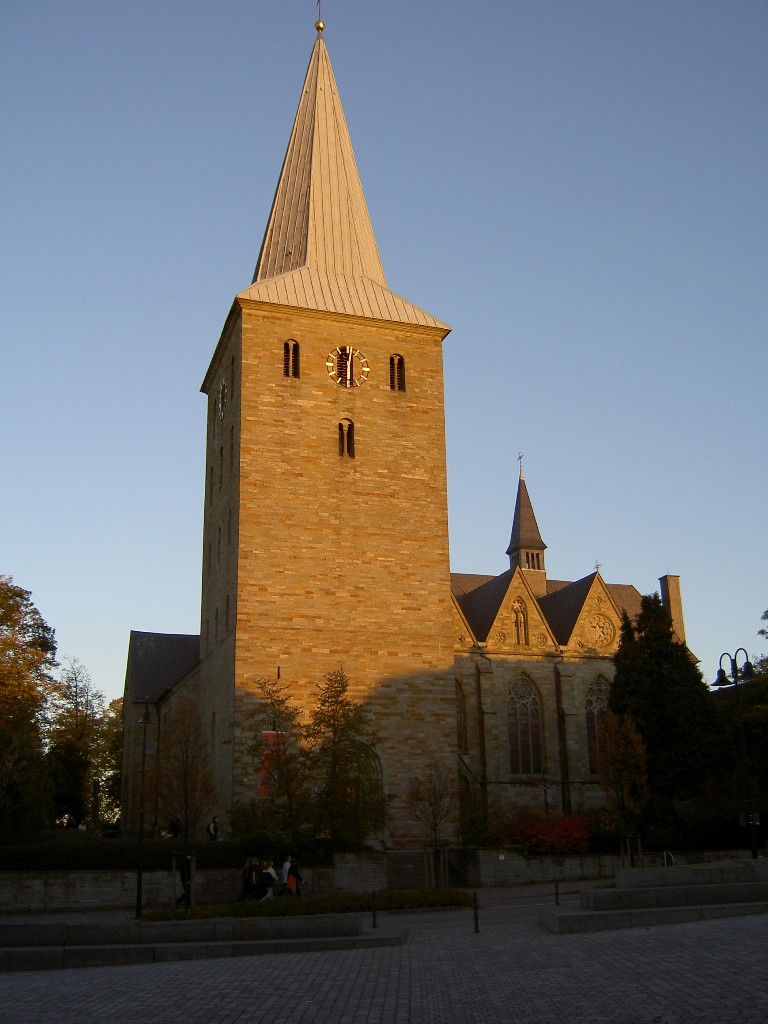
St.-Pankratius-Kirche in Anröchte

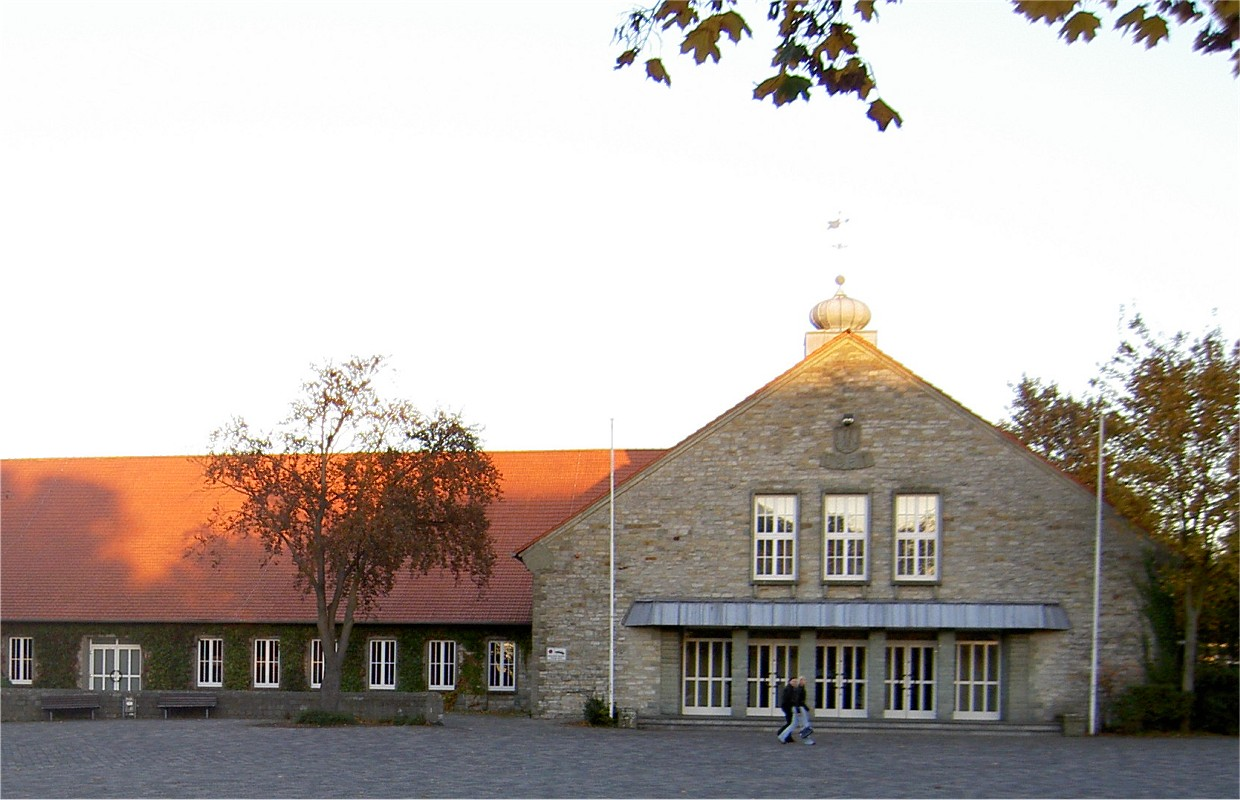
Bürgerhaus in Anröchte

- Der Ort wird dominiert vom mächtigen Turm der katholischen St.-Pankratius-Kirche.
- Ein weiteres denkmalgeschütztes Gebäude ist die St.-Anna-Kapelle
- Ebenfalls denkmalgeschützt ist die Alexanderkirche in Mellrich
- Das zentral gelegene Bürgerhaus ist ein beliebter Veranstaltungsort für verschiedene Veranstaltungen. Neben den Schützenfesten und anderen regelmäßigen Veranstaltungen wie dem „Big Day Out“-Festival treten hier auch namhafte Künstler auf.
- Schloss Eggeringhausen in Mellrich
- Das kurkölnische Amtshaus (Hof Schulte)
- Das denkmalgeschützte Haus Gerling ist ein ehemaliger kurkölnischer Amtshof. Der Herrensitz war ursprünglich umgräftet. Der zweigeschossige, langgestreckte Steinbau mit zwei Ecktürmen wurde zwischen 1550 und 1600 errichtet. Das Fachwerkobergeschoss stammt aus jüngerer Zeit. In den Nebengebäuden finden sich tonnengewölbte Keller. Die Wappentafeln an der zweibogigen Brücke mit Torbogen sind mit 1551 bezeichnet und Philipp Soldan zugeschrieben. Sie zeigen die Wappen des Erzstiftes Köln.[12]
- Das denkmalgeschützte Haus Mues in der Goethestr. 11 ist ein herrschaftlicher Bau mit einem hohen Mansardwalmdach und wurde 1769 errichtet. Das Chronogramm über dem Portal im Mittelrisalit ist mit 1769 bezeichnet. Zum Portal führt eine Freitreppe.[12]
- Das Pfarrhaus an der unteren Kirchstraße 12 ist ein denkmalgeschützter, traufenständiger, quer erschlossener Fachwerkbau unter einem Knüppelwalmdach. Es wurde 1717 errichtet. Der Risalit an der Nordseite ist jünger. Das historische Dachhaus über dem Eingang stammt von 1901. Eine Bruchsteinscheune steht separat.[12]
- Liste der Stolpersteine in Anröchte

### Friedhöfe
- Der jüdische Friedhof an der Pohlgartenstraße lag vor 1800 außerhalb des Ortes. Er ist von einer Bruchsteinmauer umfasst und enthält etwa 80 Gräber von Mitbürgern jüdischen Glaubens, die sich erstmals um 1667 angesiedelt haben.[12] Der Friedhof wurde in der NS-Zeit zum Teil zerstört. 1988 wurde ein Mahnmal zum Gedenken an die Opfer des NS-Regimes errichtet.[4]

### Sport
In Anröchte gibt es mehrere Sportstätten, welche von den ortsansässigen Vereinen geführt werden.
Im Kern des Ortes, südlich des Bürgerhauses, befindet sich ein Fußballplatz auf dem die Heimspiele des Anröchter Fußballvereins ausgetragen werden. Nördlich des Bürgerhauses ist die Dreifachsporthalle, welche für Vereinssportarten und den Schulsport genutzt wird.
Im Süden der Gemeinde liegt das eigentliche Sportzentrum Anröchtes. Hier gibt es weitere Fußballplätze, Tennisplätze, eine Reithalle, einen Fahrradpark und das beheizte Waldfreibad, in dem von Mai bis September geschwommen werden kann.
Die erste Damenmannschaft des Tischtennisvereins TTK Anröchte stieg 2003 in die 2. Bundesliga und zwei Jahre später in die 1. Bundesliga auf und spielte seitdem ununterbrochen in der 1. oder 2. Liga, zuletzt in der Saison 2017/18 in der 1. Bundesliga.

### Musik
Im Gebiet der Gemeinde Anröchte gibt es mehrere Tambourcorps, einen Musikverein und diverse Gesangsvereine.
Alle zwei Jahre findet in Anröchte der „Big Day Out“ statt, bei dem sowohl national als auch international bekannte Bands auftreten.

## Wirtschaft und Infrastruktur

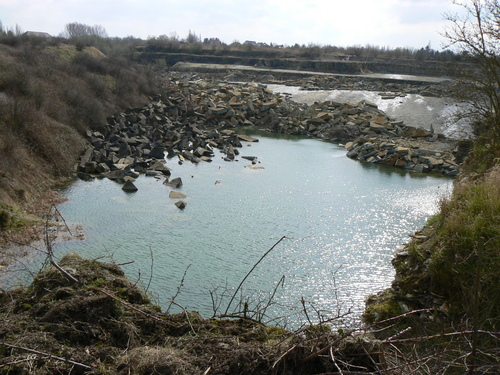
Anröchter Steinbruch

- Steinbrüche: In und um Anröchte wird in vielen Steinbrüchen der Anröchter Stein, ein Grünstein, abgebaut. Die früher verwendete Handelsbezeichnung „Anröchter Dolomit“ ist sachlich nicht zutreffend, da der Anröchter Stein keinen Dolomit enthält. Die Stärke der Gesteinsschicht beträgt ungefähr zwei Meter, wobei eine untere Schicht mit grünlicher Färbung (durch Glaukonit) und eine obere Schicht mit bläulicher Färbung abgebaut werden (Lit.: Braun). Das Gestein wird für verschiedene Zwecke am Bau verwendet, u. a. Fassadenverblendungen, Mauern oder auch als Ausgangsmaterial für Kunstwerke.
- Gewerbegebiet: Es bestehen drei großflächige Gewerbegebiete, teilweise mit direktem Autobahnanschluss. Einer der größten Arbeitgeber der Stadt ist die Brand KG (brandgroup) mit etwa 400 Mitarbeitern am Standort Anröchte.
- Windenergie: Der Höhenzug des Haarstrangs ist eine der windhöffigsten Erhebungen im Binnenland. Im Jahresmittel weht hier der Wind mit rd. 6,0 m/s in 50 m Höhe über die Landschaft. Die Stromerzeugung aus der unerschöpflichen Energiequelle Wind ist hier besonders wirtschaftlich.
- Wirtschaftsförderung: die Wirtschaftsförderung der Gemeinde Anröchte ist organisatorisch an die Verwaltungsspitze (Bürgermeister) angegliedert. Die Wirtschaftsförderung versteht sich als Dienstleisterin für Anröchter Unternehmen und solche, die sich für den Standort Anröchte interessieren.

### Verkehr
Die Bundesstraße 55 und die Bundesautobahn 44 führen durch das Gemeindegebiet. Ferner hat Anröchte über die Bahnstrecke Münster–Warstein der Westfälischen Landes-Eisenbahn im Güterverkehr Anschluss an das Eisenbahnnetz. Der Flughafen Paderborn/Lippstadt ist etwa 25 km entfernt.

### Bildung
Anröchte hat zwei Grundschulen, die Pankratius-Grundschule im Zentralort und die Alexanderschule im Ortsteil Mellrich. Die Schüler der Sekundarstufe I können die Sekundarschule Anröchte/Erwitte besuchen. Die Hauptschule Anröchte und die Realschule Anröchte sind zum 31. Juli 2017 jahrgangsweise ausgelaufen.
Am Standort Anröchte werden verschiedene Kurse der VHS Lippstadt angeboten.
Die katholische Pfarrgemeinde St. Pankratius betreibt in Anröchte eine öffentliche Bücherei. Ferner wird der Ort regelmäßig von der Fahrbücherei des Kreises Soest angefahren.

## Persönlichkeiten
- Gotthard Kettler (1517–1587), Meister des Deutschen Ordens sowie Herzog von Kurland und Semgallen
- Adrian von Ense (* um 1520), Domherr in Münster und Landdrost in Stromberg
- Erwin Grosche (* 1955), Kabarettist und Kleinkünstler
- Werner Dieste (1957–2022), Direktor des MDR-Landesfunkhauses Thüringen
- Thomas Riepe (* 1964), TV-Moderator und Tierpsychologe
- Dagmar Tollwerth (* 1976), Schriftstellerin
- Cosmo Klein (* 1978), Sänger und Songwriter
- Antonia Schmitz (* 1984), Miss Germany 2005